# Abel Bergasse Du Petit Thouars
Pour les articles homonymes, voir Bergasse.
Cet article possède un paronyme, voir Aubert du Petit-Thouars.
Abel-Nicolas-Georges-Henri Bergasse du Petit-Thouars, ou Dupetit-Thouars, né le 23 mars 1832 à Bordeaux-en-Gâtinais (Loiret) et mort le 14 mai 1890 à Toulon, est un officier de marine français. Sauveur de Lima pendant la guerre du Pacifique (1879-1884), il est considéré comme un héros au Pérou.

## Biographie
Abel Bergasse du Petit-Thouars est le petit-fils de Nicolas Bergasse et le neveu par sa mère et fils adoptif d’Abel Aubert du Petit-Thouars, vice-amiral. Adopté par son oncle, il entre dans la Marine impériale en 1853, à l'âge de dix-neuf ans.
Il participe à la guerre de Crimée. Le 7 juin 1855 il y est blessé par les projections de gravats d'un obus, l'alitant pour 16 jours avant la décision d'un rapatriement le 23 juin 1855. Après cet événement, il est décoré chevalier de la Légion d'honneur et sera en poste en tant que secrétaire et aide de camp pour l'amiral Rigault de Genouilly. Il commande par la suite la corvette Dupleix en direction de la mer du Japon et mouille à Yokohama le 10 février 1868. Il représente également la France lors du seppuku qui avait été ordonné aux samouraïs qui avaient massacré des marins français lors de l'incident de Sakai dans la nuit du 8 mars 1868. Il est aussi mêlé aux évènements de la Révolution japonaise. 

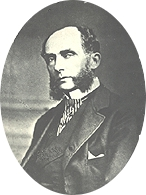
du Petit-Thouars en habits civils

En 1870, il commande une batterie flottante sur le Rhin, pendant la guerre franco-prussienne où il sera blessé une nouvelle fois par un éclats d'obus au bras le 27 septembre 1870.
Contre-amiral, il est chargé en 1880 de "pacifier" les îles Marquises. Il se trouve lors de son voyage de retour à Lima, au Pérou, au moment où les troupes chiliennes vont s'emparer de la ville pendant la guerre du Pacifique. Par son attitude ferme et décidée, il empêche les excès et sauve cette capitale d'une destruction sanglante.
Promu au grade de vice-amiral en 1883, préfet maritime du port de Cherbourg de 1884 à 1886 avec comme aide-de-camp en septembre 1884 le lieutenant de vaisseau Victor Maurice Fontaine (1857-1933).
Il meurt le 14 mai 1890 à Toulon, à l'âge de 58 ans.

## Honneurs et postérité

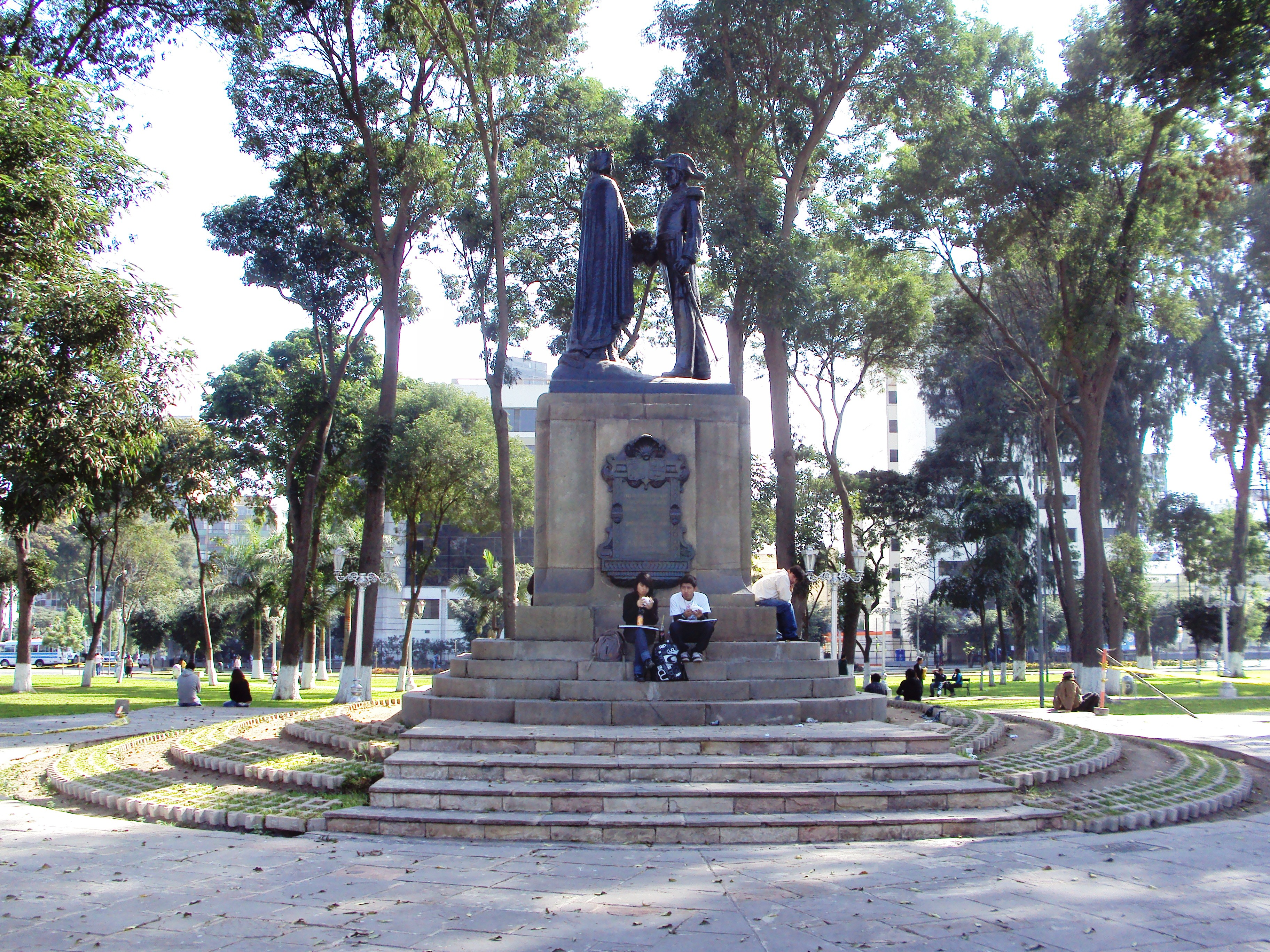
Monument du Petit-Thouars - Lima (Pérou)

L'Avenida (du) Petit Thouars, avenue importante de Lima, porte son nom. Parallèle à l'avenue Arequipa, elle traverse les districts de San Isidro, Miraflores, Lince et Cercado de Lima.